# Bifrenaria mellicolor
Bifrenaria mellicolor là một loài lan.
 Tư liệu liên quan tới Bifrenaria mellicolor tại Wikimedia Commons

## Hình ảnh

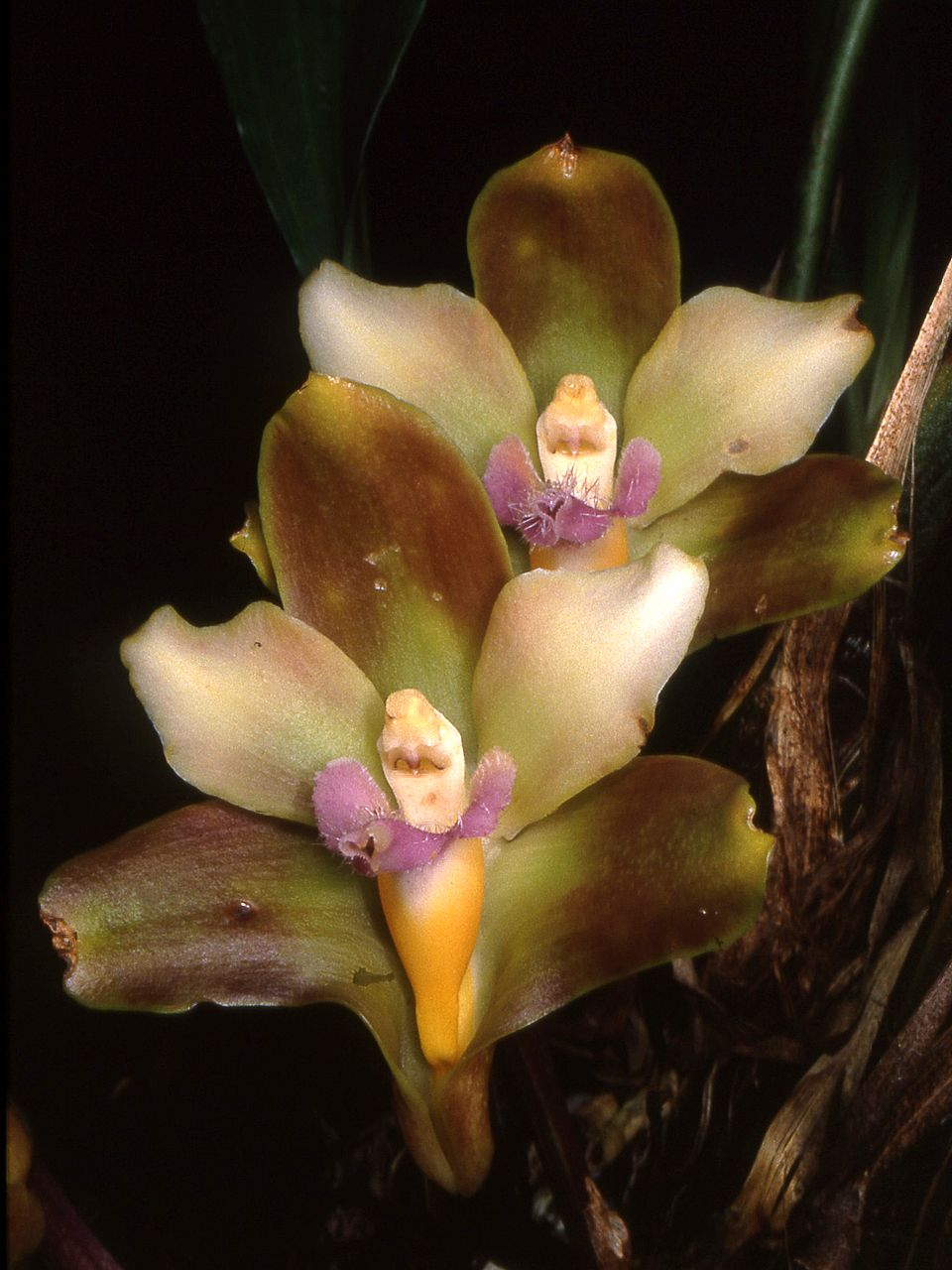
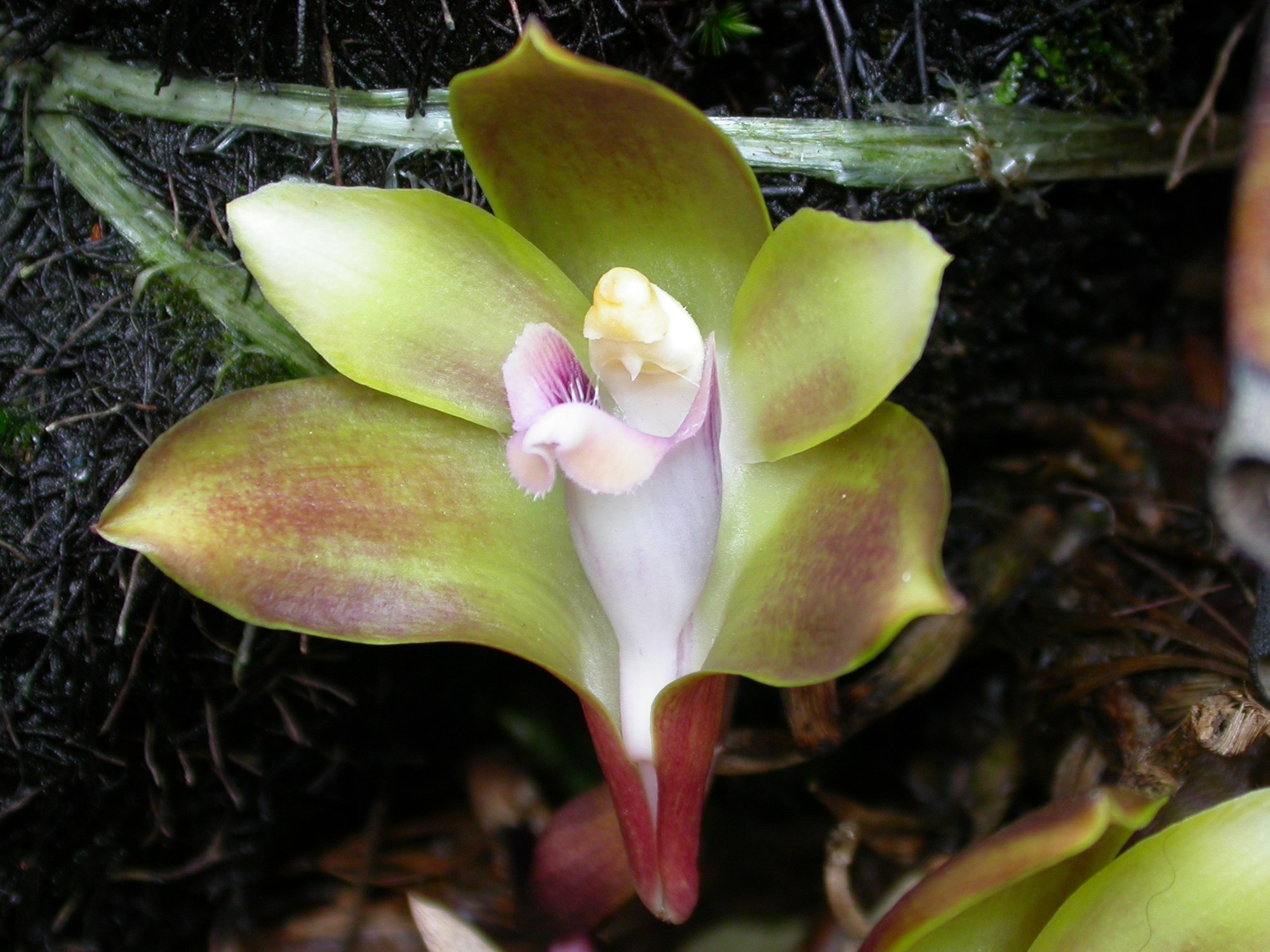
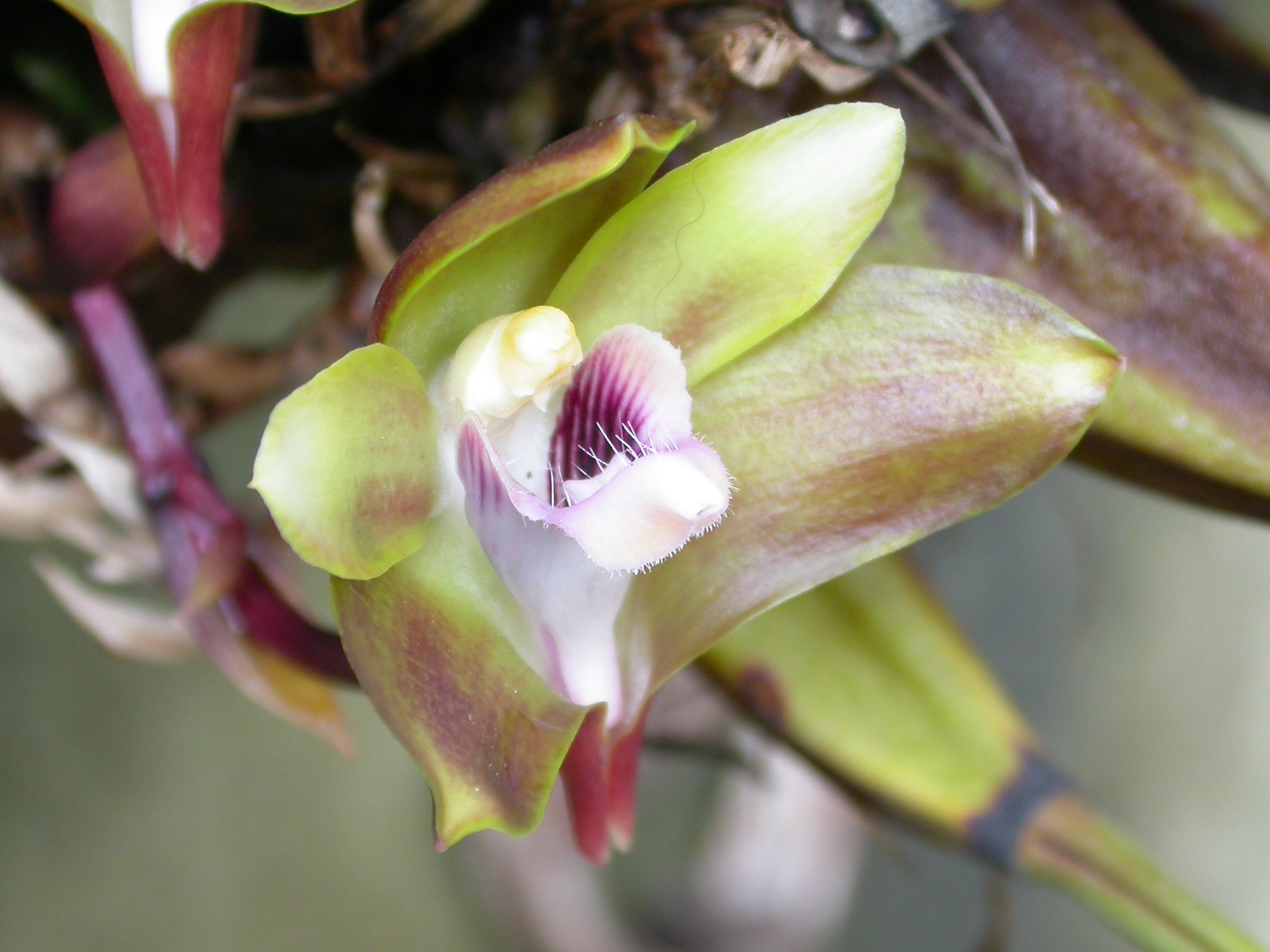
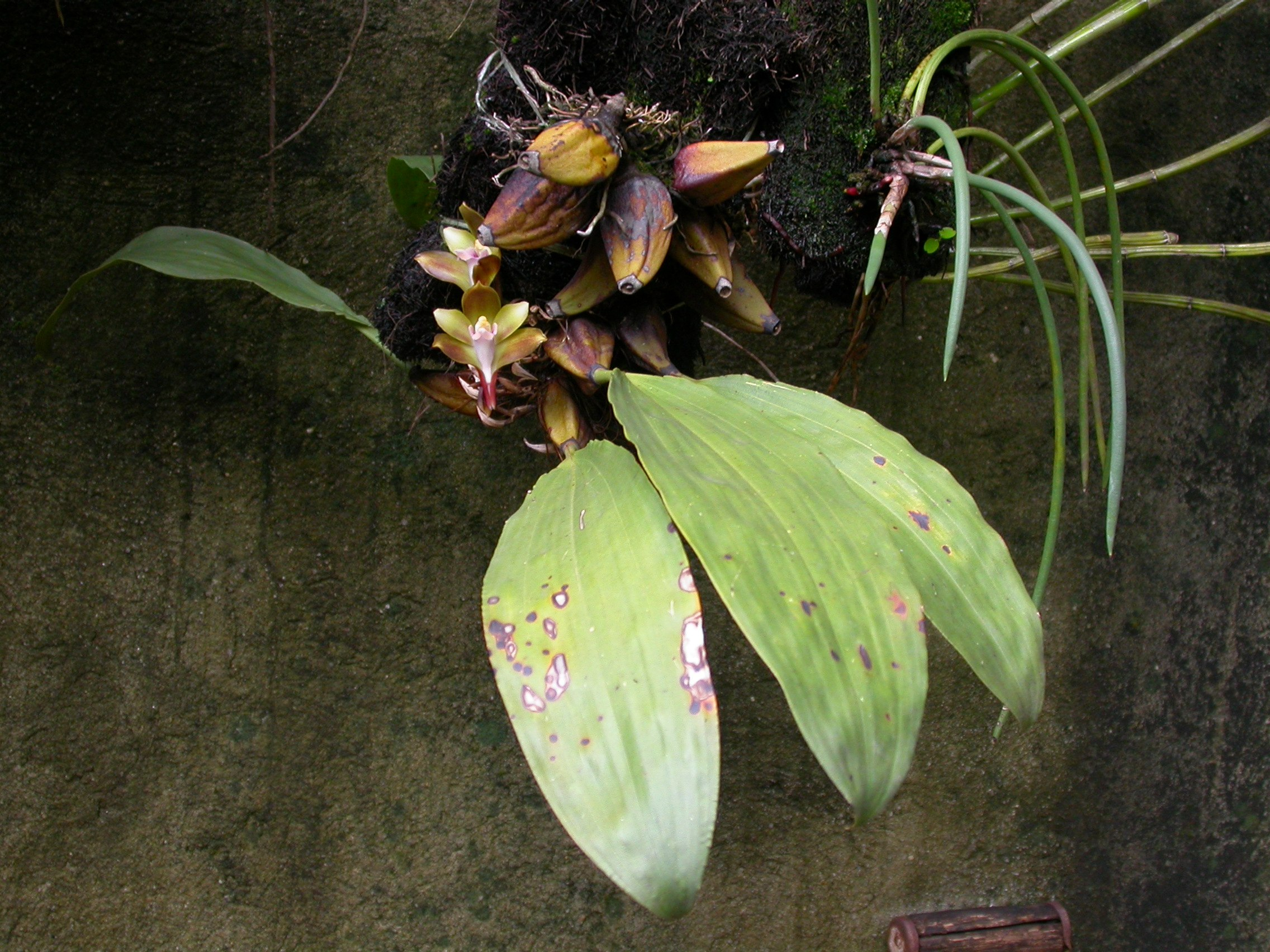